# 철의 삼각지대
철의 삼각지대(鐵의 三角地帶)는 강원도의 철원군, 김화군, 평강군을 잇는 지리상의 삼각지대이다.
철의 삼각지대는 신고산∼평강으로 이어진 추가령지구대를 통과하는 경원선과 5번 국도가 여러 곳으로 연결되는 중요한 교통의 중심지였다.
당시에는 공산군측이 나진, 성진, 원산항에 양륙된 군수물자와 각지에서 동원한 병력을 이 지대에 집결시킨 뒤 전선에 최대 병력으로 투입한 중간 책원지였다. 이러한 이유로 이 지대를 '철의 삼각(Iron Triangle)'이라고 부르게 되었으며, 중부전선 장악을 위한 전략적 요충지로서, 최적의 방어 지형을 지니고 있어 조선인민군의 대한민국 공격의 본거지 역할을 하였다.
한국 전쟁 당시  전략적 중요성 때문에 이 일대에서 수많은 크고 작은 전투 즉 고지전이 벌어진 지역으로, 전쟁 후 결국 남북이 이 지역을 양분하였다.

## 주요 전투
- 학당리 전투 (1951년 10월 9일~13일)
- 이리고지 전투 (1952년 3월 21일~7월 18일)
- 백마고지 전투 (1952년 10월 6일~15일)
- 화살머리고지 전투 (1952년 10월 6일~10일 / 1953년 6월 29일~7월 11일)
- 삼각고지 전투 (1952년 10월 14일~11월 25일)
- 저격능선 전투 (1952년 10월 14일~11월 25일)
- 잣골 전투 (1953년 2월 26일~1953년 4월 21일)
- 폭찹고지 전투 (1953년 4월 16일~18일 / 1953년 7월 6일~11일)

## 같이 보기
- 금성지구